# Темашу
Темашу (рум. Tămașu) — село у повіті Харгіта в Румунії. Входить до складу комуни Дялу.
Село розташоване на відстані 221 км на північ від Бухареста, 39 км на захід від М'єркуря-Чука, 137 км на схід від Клуж-Напоки, 80 км на північ від Брашова.

## Населення
За даними перепису населення 2002 року у селі проживали 129 осіб, з них 128 осіб (99,2%) угорців. Рідною мовою 128 осіб (99,2%) назвали угорську.